# Ministero della protezione ambientale (Israele)
Il ministero della protezione ambientale (in ebraico המשרד להגנת הסביבה‎?, HaMisrad LeHaganat HaSviva; in arabo وزارة حماية البيئة‎?) è un dicastero del governo israeliano deputato al controllo e alla protezione dell'ambiente nello Stato d'Israele.
L'attuale ministro è Idit Silman, in carica dal 29 dicembre 2022.